# STL Ce 2/2
Als Ce 2/2 wurden die drei elektrischen Triebwagen der Società Tramvie Locarnesi (STL) bezeichnet. Sie wurden zur Eröffnung des Strassenbahnbetriebes in Locarno 1908 angeschafft. Anlässlich der Aufhebung der 1. Klasse und der anschliessenden Klassenreform wurden 1956 die Triebwagen in Be 2/2 umgezeichnet.

## Geschichte
Die drei Triebwagen waren die einzigen Fahrzeuge, die der STL gehörten. Die Gesellschaft wurde 1923 aufgelöst und mit allen Besitzungen in die Società delle Ferrovie Regionali Ticinesi integriert, welche 1961 ihren Namen in Ferrovie autolinee regionali ticinesi (FART) wechselte. Die Triebwagen mussten 1923 infolge Systemumstellung von 800 Volt 20 Hertz auf 1200 Volt Gleichstrom umgebaut werden.
Die zweiachsigen Fahrzeuge waren als Zweirichtungs-Tramwagen mit Längsbänken aufgebaut. Die Plattformen dienten zugleich als Führerstand und waren stirnseitig geschlossen.
Die Fahrzeuge wurden von MAN hergestellt, die elektrische Ausrüstung für 800 Volt 20 Hz wurde von Alioth geliefert. Die Gleichstomausrüstung wurde von der BBC bezogen.
Die Nummer 1 wurde 1967 zu Xe 2/2 Nr. 7 umgezeichnet und 1991 sowohl äusserlich und als auch von der Inneneinrichtung her wieder in den ursprünglichen Zustand von 1908 zurückversetzt. Die elektrische Ausrüstung von 1923 wurde beibehalten. Der Triebwagen ist als Be 2/2 7 oder «Tramin 7» weiterhin ein aktives Triebfahrzeug der FART.
1975 wurde auf einem Untergestell der FART Xe 2/2 Nr. 6 aufgebaut, welcher mit dem neuen Stahlwagenkasten als Dienstfahrzeug diente. Für diesen Umbau wurden Teile der Wagen 2 und 3 verwendet, indem die beiden Fahrzeuge ausrangiert und abgebrochen wurden.
| Nummer STL | Nummer FART | STL       | FART  | Ausrangierung | Bemerkung                                                                               |
| ---------- | ----------- | --------- | ----- | ------------- | --------------------------------------------------------------------------------------- |
| 1          | 1 ab 1967 7 | 1908–1923 | 1923– | —             | seit 1991 wieder STL Anstrich                                                           |
| 2          | 2           | 1908–1923 | 1923– | (1975)        | Teile für Xe 2/2 6                                                                      |
| 3          | 3           | 1908–1923 | 1923– | (1975)        | Teile für Xe 2/2 6                                                                      |
| —          | 6           | —         | 1975– | —             | Neuer Stahlwagenkasten unter Verwendung von Teilen der Nr. 2 und 3; um 2004 abgebrochen |

## Technische Besonderheit
Der Triebwagen Nummer 1 erhielt um 1952 eine Kontaktrute, damit er die Bahnstrecke Ponte Brolla–Bignasco der Locarno-Ponte-Brolla-Bignasco-Bahn, die mit einer Seitenfahrleitung ausgerüstet war, befahren konnte. Dafür musste der Stromabnehmer versetzt werden. Nach Einstellung der Bahnstrecke Ponte Brolla–Bignasco wurde die Kontaktrute wieder entfernt.